# Gare de Saint-Martin-du-Vivier
Pour les articles homonymes, voir Gare de Saint-Martin.
La gare de Saint-Martin-du-Vivier est une gare ferroviaire française fermée de la ligne de Saint-Roch à Darnétal-Bifurcation, située sur le territoire de la commune de  Saint-Martin-du-Vivier dans le département de la Seine-Maritime, en région Normandie.

## Situation ferroviaire
Établie à 67 mètres d'altitude, la gare de Saint-Martin-du-Vivier est située au point kilométrique (PK) 109,673 de la ligne de Saint-Roch à Darnétal-Bifurcation, entre les gares ouvertes de Morgny et de Rouen-Rive-Droite. Vers Morgny, s'intercale la gare fermée de Préaux - Isneauville, et vers Rouen, s'intercale la gare fermée de Darnétal.

## Histoire
En 2015, SNCF estime la fréquentation annuelle à 9 683 voyageurs.
Depuis le 25 août 2019, la gare n'est plus desservie. Elle était auparavant desservie par des trains TER Normandie (ligne Rouen-Amiens), selon des horaires exclusivement étudiés pour les déplacements en semaine vers le bassin d'emploi de Rouen (trois trains le matin pour se rendre dans cette ville, et trois trains le soir pour en revenir).

Galerie de photographies
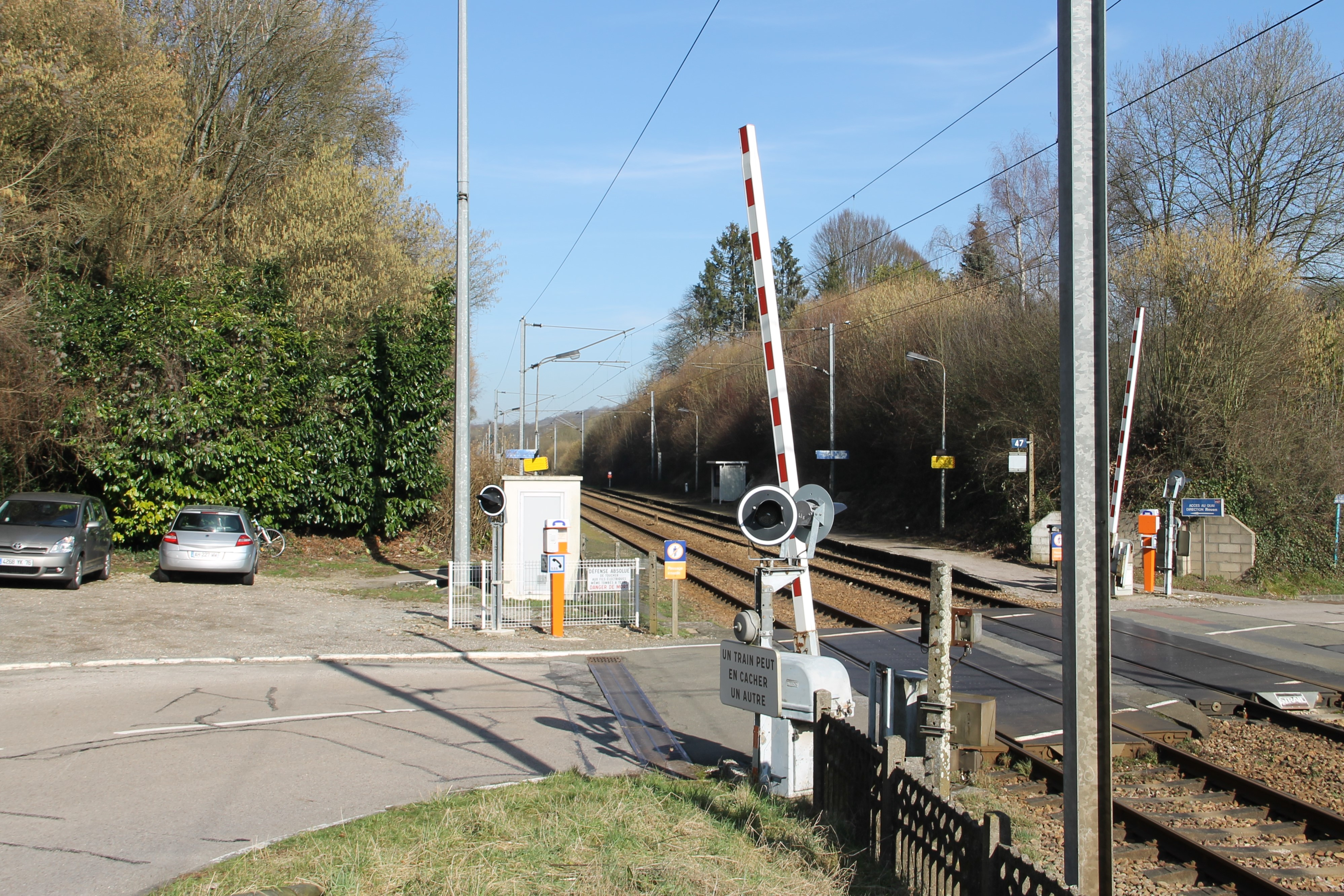
La halte dans son environnement en février 2019.
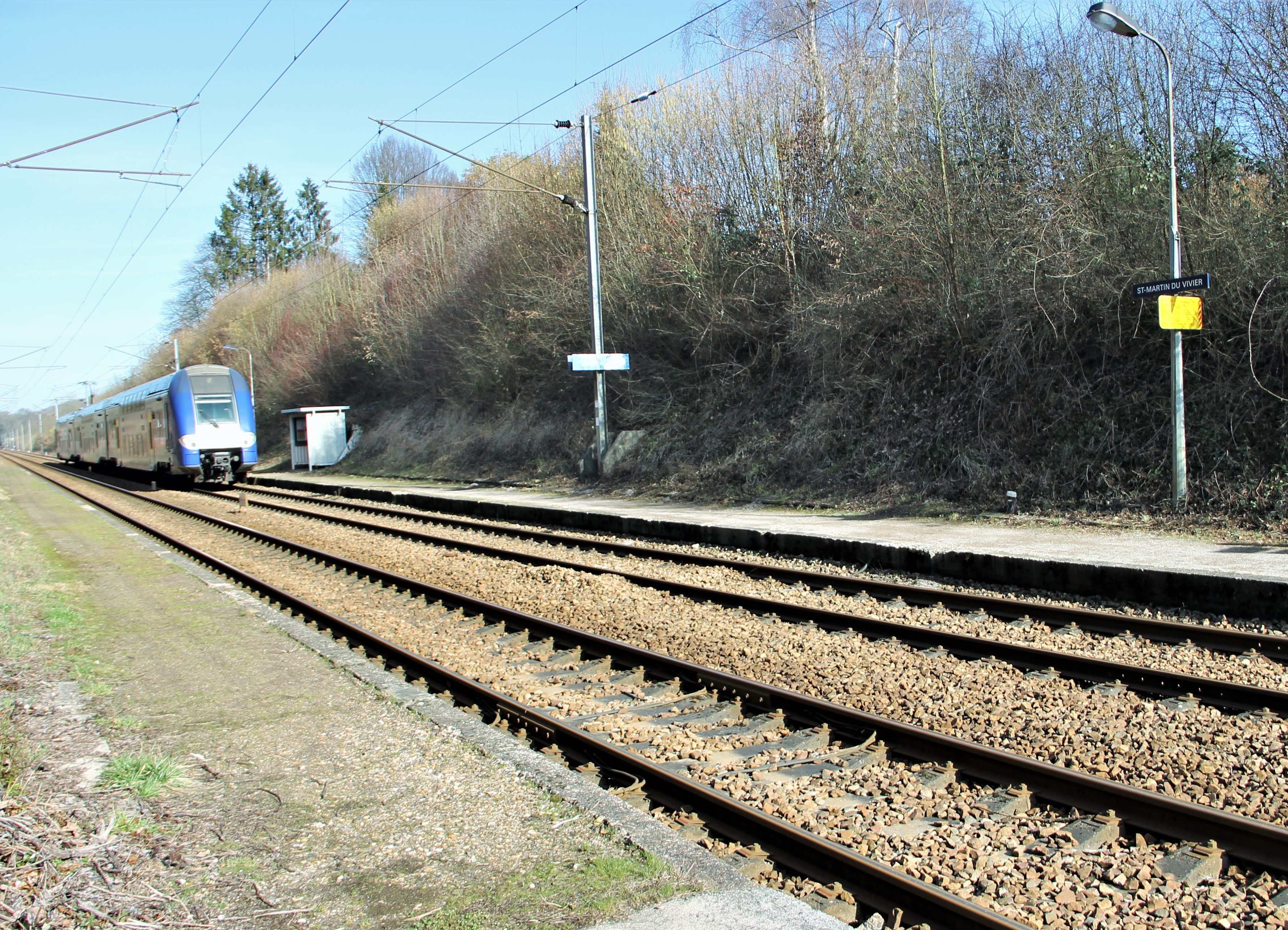
Passage d'un TER Lille-Rouen en février 2019.
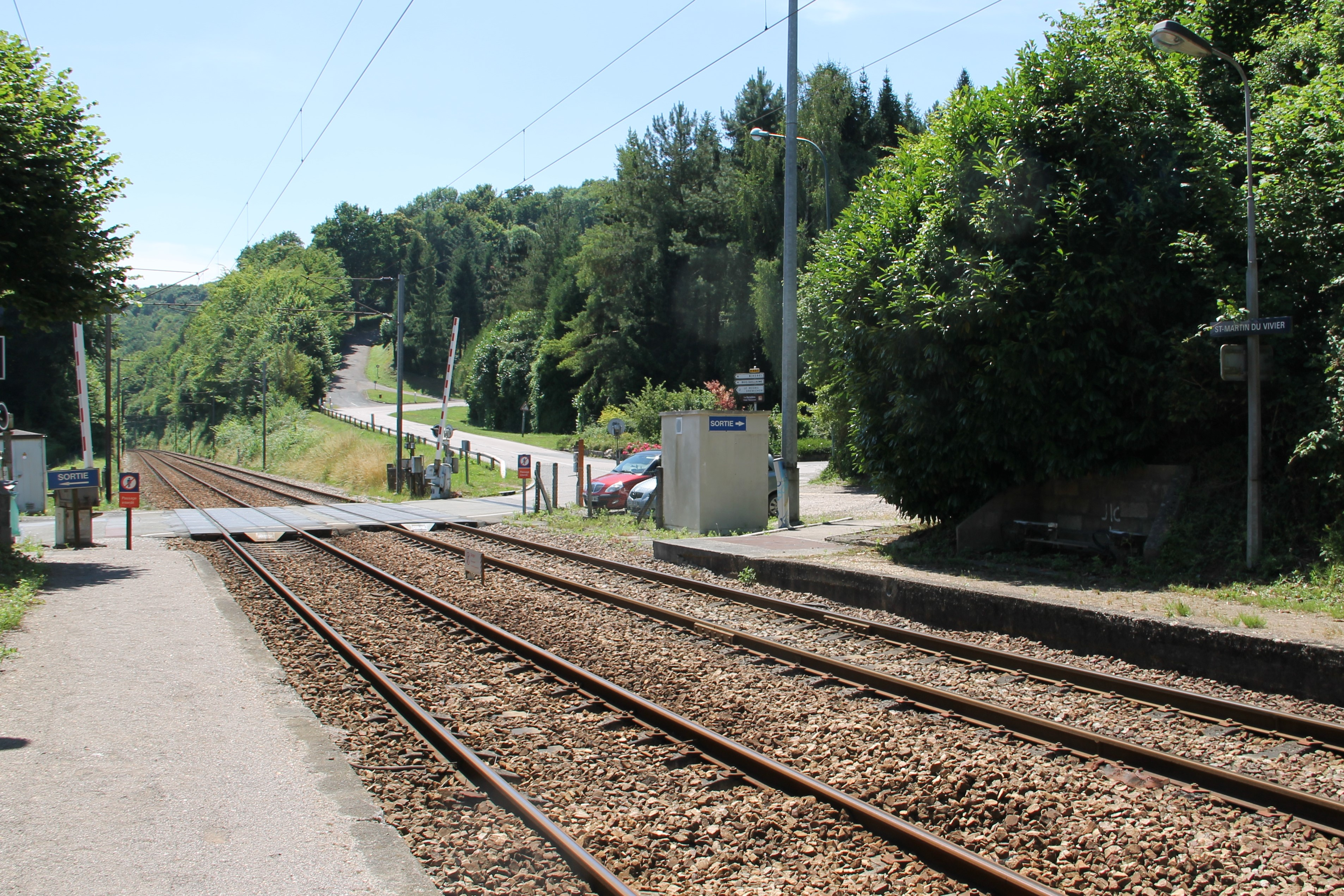
Sortie de la gare, direction Rouen.